# Ion Heliade Rădulescu
Ion Heliade Rădulescu (6. ledna 1802 Târgoviște – 27. dubna 1872 Bukurešť) byl rumunský spisovatel, překladatel, novinář a politik. Byl také autorem knih o lingvistice a historii. Po většinu svého života působil jako učitel na prestižní střední škole Svatého Sávy v Bukurešti, kterou pomáhal znovuotevřít. Byl zakládajícím členem a prvním prezidentem Rumunské akademie. Do rumunského veřejného života vstoupil jako spolupracovník Gheorghe Lazăra, jehož snahy o ukončení studia v řečtině podporoval. Během následujících desetiletí měl hlavní roli při formování moderního rumunského jazyka, ale vyvolal polemiku, když prosazoval masivní zavedení neologismů vytvořených na základě italštiny. Jako národně orientovaný vlastník půdy a umírněný liberál byl jedním z vůdců revoluce z roku 1848 v tehdejším Valašsku, po níž byl nucen strávit několik let v exilu. Osvojil si v něm originální formu konzervatismu, který zdůrazňoval roli bojarů v rumunské historii a oceňoval Osmanskou říši, kvůli čemuž se střetl s radikálním křídlem revolucionářů z roku 1848.